# Dubai Mall
The Dubai Mall (также рус. Дубай Молл) — один из самых крупных торгово-развлекательных центров в мире, расположенный в даунтауне Дубай. Общая площадь центра составляет более 1,2 млн м², торговая площадь — 350 244 м². В 2009 году со стороны Doha Street построен двухэтажный подъезд к комплексу. Крупнейший ТРЦ Азии и Мира после Иран Молл.
Дважды откладывавшийся, Дубай Молл открылся 4 ноября 2008 года, насчитывая около 1000 розничных торговцев, что стало вторым по величине открытием торгового центра в истории розничной торговли после West Edmonton Mall. Однако у него не самая большая арендуемая площадь, и в этой категории его превосходят девятнадцать торговых центров, включая New South China Mall, который является вторым по величине в мире, Golden Resources Mall, SM City North Edsa и SM Mall of Asia.

## Описание центра

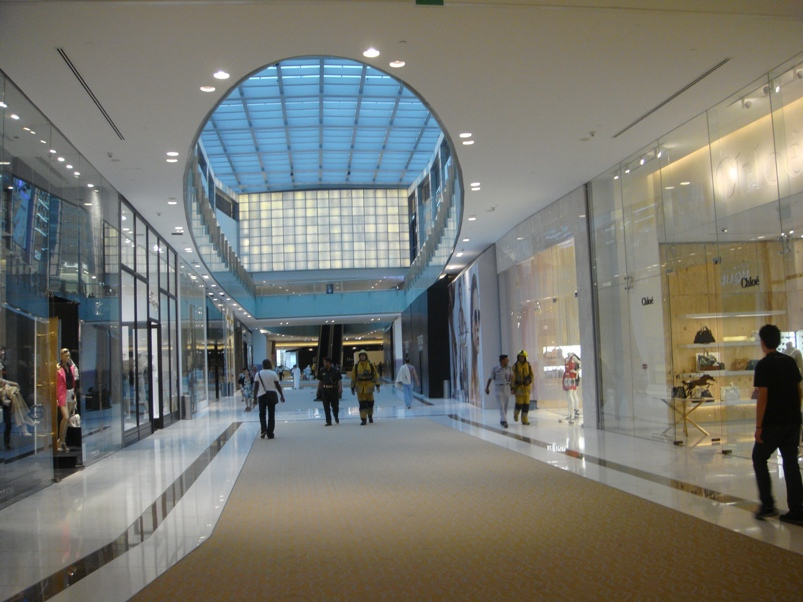
Внутренний вид центра

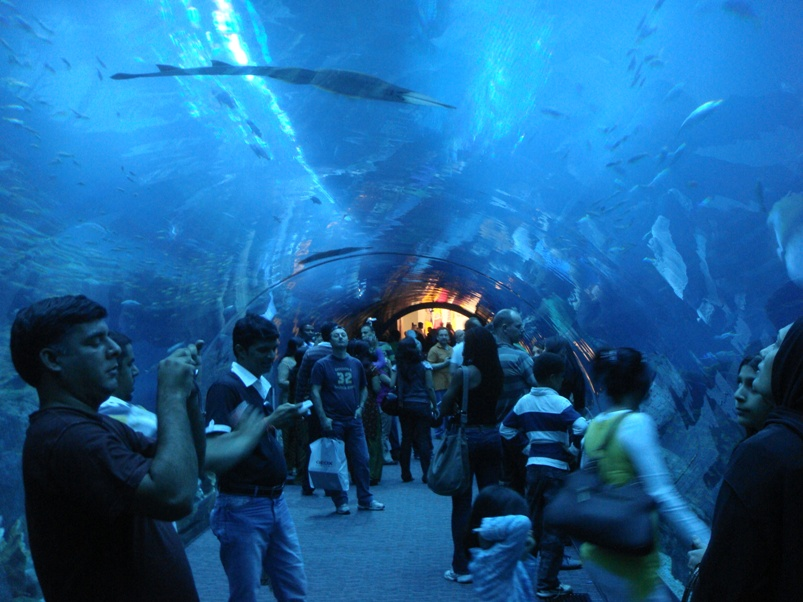
Аквариум

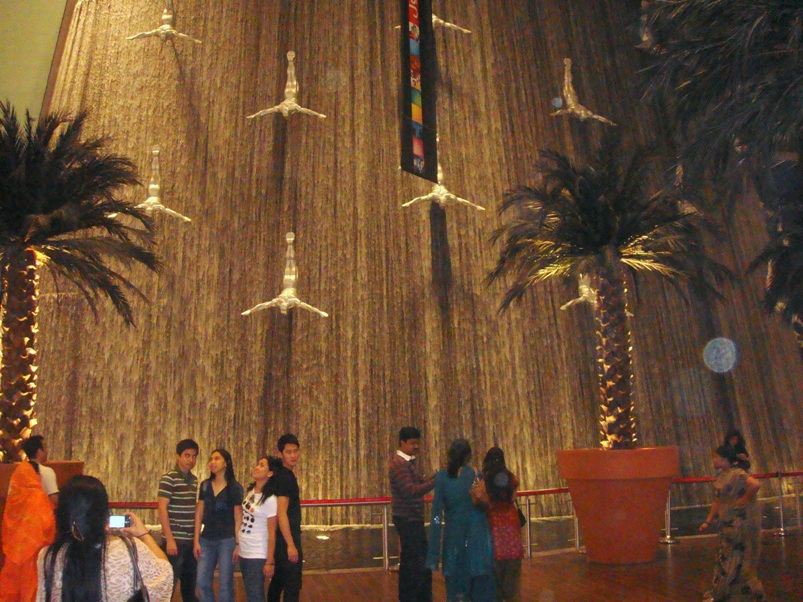
Водопад в центре «Дубай»

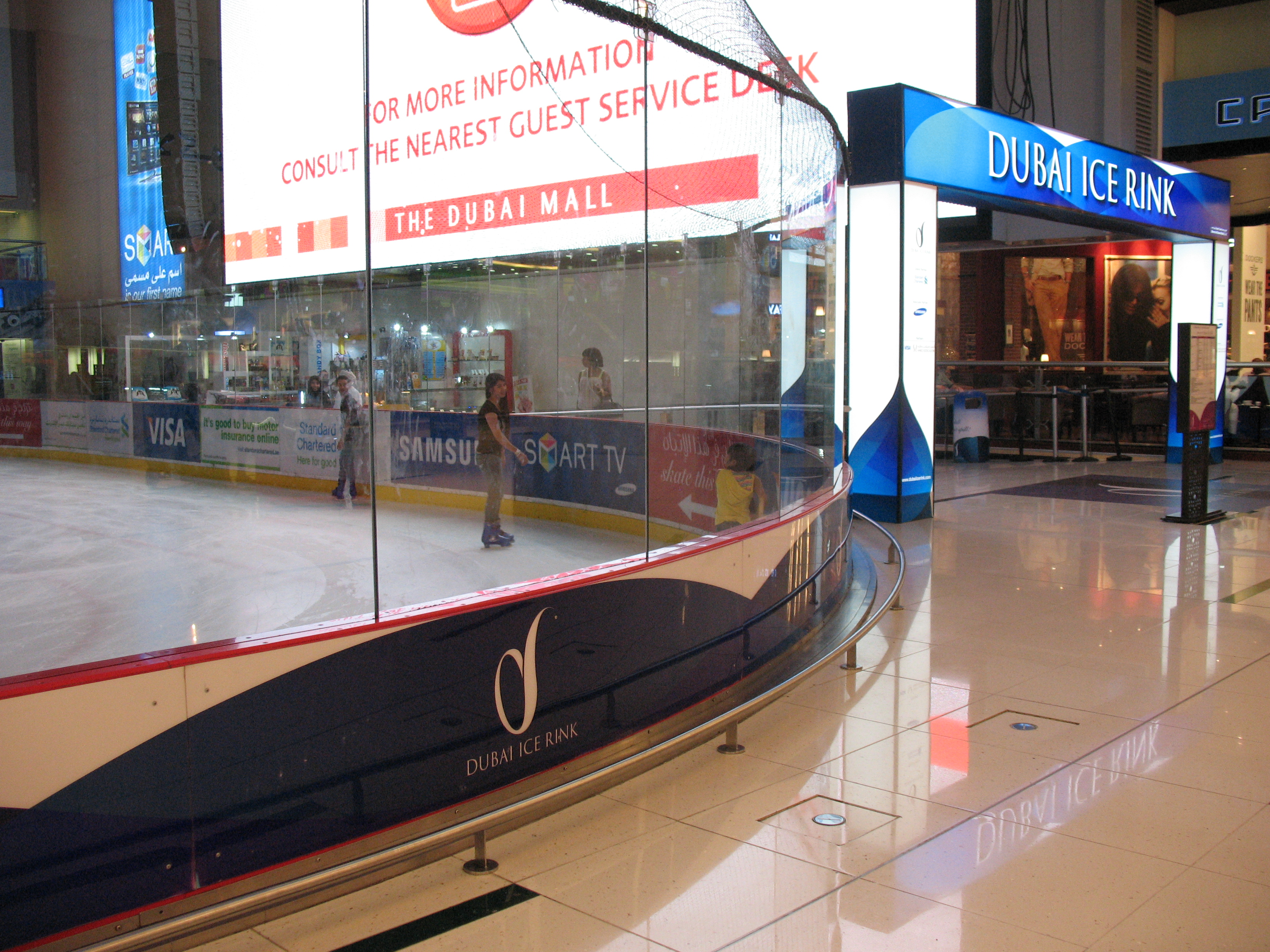
Ледовый каток

4 ноября 2008 года состоялось торжественное открытие The Dubai Mall.
Dubai Mall — главный проект фирмы Emaar Malls Group, подразделения группы Emaar Properties, занимающегося в том числе торговыми центрами. Здесь под одной крышей находится 1200 магазинов, а также культурные и развлекательные сооружения мирового уровня.
Среди аттракционов и заведений, размещенных в Dubai Mall, стоит обратить внимание на:
- SEGA Republic — первый в регионе тематический парк под крышей площадью около 7600 м².
- Gold Souk — самый большой в мире крытый «золотой рынок» с 220 магазинами.
- «Остров моды» площадью 44 000 м², отведённый под 70 магазинов «от кутюр» элитных мировых брендов среди которых: Versace, Burberry, Roberto Cavalli, Galliano, Hermès, Givenchy, Cerruti, Missoni, Tom Ford и Ermenegildo Zegna[1].
- Первый на Ближнем Востоке универмаг известной компании Galeries Lafayette.
- KidZania — детский развлекательно-образовательный центр площадью 8000 м².
- Aquarium of the Dubai mall — один из самых больших океанариумов мира.
- Комплекс кинотеатров с 22 экранами.
- Ледовый каток олимпийских размеров.
- «Роща» (The Grove) — кусочек улицы, накрытый сдвигающейся крышей.

Торговый центр имеет крытую автостоянку на 14 000 автомобилей.
К торговому центру The Dubai Mall примыкает пятизвездочная гостиница The Address с 250 номерами и 450 квартирами с обслугой. «Дубай мол» расположен в так называемом «самом престижном в мире квадратном километре», в квартале Downtown Burj Khalifa, который сооружается вокруг Бурдж-Халифа, самого высокого здания в мире.
Каток олимпийского размера, который используется не только как площадка для любителей катания на коньках, но и для различных публичных и частных мероприятий, крытая аллея с раздвигающейся крышей.
К числу уникальных сооружений, разместившихся под крышей Dubai Mall, относится крупнейший в мире крытый аквариум, в котором можно увидеть более 33 000 рыб и морских животных, в том числе, акул и скатов. Через чашу аквариума, вмещающую 10 млн литров воды, проходит туннель, застеклённый сверху, так что посетители могут с близкого расстояния рассмотреть обитателей аквариума, проплывающих над ними.
Над аквариумом находится «Центр открытий», где можно подробнее ознакомиться с жизнью морей и океанов.

## Инциденты
- 25 февраля 2010 года в аквариуме (в котором содержатся акулы) произошла утечка, в результате чего многие магазины были временно закрыты, а покупатели вынуждены были немедленно покинуть торговый центр. На следующий день он снова открылся[2].
- В марте 2015 года более сотни иностранных рабочих выступили перед торговым центром Dubai Mall из-за невыплаты сверхурочной заработной платы, что привело к нарушению движения транспорта в этом районе. Ситуация была взята под контроль полицией в течение часа[3].
- 31 декабря 2015 года торговый центр был эвакуирован из-за крупного пожара в отеле Address, который примыкает к территории торгового центра.
- В декабре 2016 года британский телеведущий Ричард Хаммонд въехал на танке в торговый центр Dubai Mall в рамках трюка на Гранд-тур[4].
- 24 апреля 2017 года произошло отключение электроэнергии, в результате чего торговый центр отключился на 90 минут. Никакие другие близлежащие районы не пострадали.
- В ноябре 2019 года были затоплены большие площади торгового центра[5][6].
- В апреле 2023 года в результате сильного ливня были затоплены большие площади торговых помещений.